# DécaNation
Le DécaNation est une compétition d'athlétisme par équipes organisée depuis 2005 par la Fédération française d'athlétisme. Les cinq premiers DécaNations ont eu lieu au Stade Charléty de Paris, l'édition 2010 à Annecy, l'édition 2011 à Nice, l'édition 2012 à Albi et l'édition 2013 à Valence. Le 10e anniversaire a eu lieu à Angers, au stade du Lac de Maine, le samedi 30 août 2014.

## Éditions
| #  | Édition         | Date              | Ville     | Stade                  | Vainqueur  |
| -- | --------------- | ----------------- | --------- | ---------------------- | ---------- |
| 1  | DécaNation 2005 | 3 septembre 2005  | Paris     | Stade Charléty         | Russie     |
| 2  | DécaNation 2006 | 26 août 2006      | Paris     | Stade Charléty         | États-Unis |
| 3  | DécaNation 2007 | 8 septembre 2007  | Paris     | Stade Charléty         | France     |
| 4  | DécaNation 2008 | 6 septembre 2008  | Paris     | Stade Charléty         | États-Unis |
| 5  | DécaNation 2009 | 9 septembre 2009  | Paris     | Stade Charléty         | États-Unis |
| 6  | DécaNation 2010 | 11 septembre 2010 | Annecy    | Parc des Sports        | États-Unis |
| 7  | DécaNation 2011 | 18 septembre 2011 | Nice      | Stade Charles-Ehrmann  | États-Unis |
| 8  | DécaNation 2012 | 15 août 2012      | Albi      | Stadium municipal      | États-Unis |
| 9  | DécaNation 2013 | 31 août 2013      | Valence   | Stade Georges-Pompidou | États-Unis |
| 10 | DécaNation 2014 | 30 août 2014      | Angers    | Stade du Lac de Maine  | États-Unis |
| 11 | DécaNation 2015 | 13 septembre 2015 | Paris     | Stade Charléty         | États-Unis |
| 12 | DécaNation 2016 | 13 septembre 2016 | Marseille | Stade Pierre-Delort    | France     |
| 13 | DécaNation 2017 | 9 septembre 2017  | Angers    | Stade du Lac de Maine  | États-Unis |

## 2005
Les épreuves disputées (hommes et femmes) étaient : 100 m, 400 m, 1 500 m, 110 m haies, hauteur, perche, longueur, poids, disque, javelot.

Date : 3 septembre 2005
| 1 | Russie      | 127 pts |
| 2 | France      | 120     |
| 3 | Pologne     | 110     |
| 4 | États-Unis  | 103     |
| 5 | Royaume-Uni | 82,5    |
| 6 | Espagne     | 82      |
| 7 | Italie      | 75,5    |
| 8 | Chine       | 35      |

|                   | Hommes             | Hommes  | Hommes        |  | Dames             | Dames      | Dames        |
| Épreuve           | Vainqueur          | Nation  | Performance   |  | Vainqueur         | Nation     | Performance  |
| ----------------- | ------------------ | ------- | ------------- |  | ----------------- | ---------- | ------------ |
| 100 m             | Ronald Pognon      | France  | 10 s 02       |  | Christine Arron   | France     | 10 s 95      |
| 400 m             | Leslie Djhone      | France  | 45 s 76       |  | Monique Hennagan  | États-Unis | 51 s 26      |
| 1 500 m           | Mehdi Baala        | France  | 3 min 40 s 38 |  | Bouchra Ghezielle | France     | 4 min 7 s 12 |
| 110 / 100 m haies | Ladji Doucouré     | France  | 13 s 53       |  | Mariya Koroteyeva | Russie     | 12 s 88      |
| hauteur           | Vyacheslav Voronin | Russie  | 2,31 m        |  | Anna Chicherova   | Russie     | 1,99 m       |
| perche            | Pavel Gerasimov    | Russie  | 5,70 m        |  | Vanessa Boslak    | France     | 4,60 m       |
| longueur          | Salim Sdiri        | France  | 7,97 m        |  | Eunice Barber     | France     | 6,80 m       |
| poids             | Tomasz Majewski    | Pologne | 20,45 m       |  | Olga Ryabinkina   | Russie     | 18,00 m      |
| disque            | Mario Pestano      | Espagne | 63,53 m       |  | Marzena Wysocka   | Pologne    | 60,74 m      |
| javelot           | Aleksandr Ivanov   | Russie  | 80,00 m       |  | Barbara Madejczyk | Pologne    | 63,03 m      |

## 2006
Les épreuves disputées (hommes et femmes): 100 m, 400 m, 1 500 m, 110 m haies, 3 000 m steeple, hauteur, perche, longueur, poids, javelot.

Date : 26 août 2006
| 1 | États-Unis | 104,5 pts |
| 2 | Allemagne  | 100       |
| 3 | Pologne    | 90,5      |
| 4 | France     | 88        |
| 5 | Russie     | 70        |
| 6 | Ukraine    | 70        |
| 7 | Espagne    | 54        |

|                   | Hommes            | Hommes     | Hommes        |  | Dames                | Dames      | Dames         |
| Épreuve           | Vainqueur         | Nation     | Performance   |  | Vainqueur            | Nation     | Performance   |
| ----------------- | ----------------- | ---------- | ------------- |  | -------------------- | ---------- | ------------- |
| 100 m             | Ronald Pognon     | France     | 10 s 14       |  | Brianna Glenn        | États-Unis | 11 s 27       |
| 400 m             | Leslie Djhone     | France     | 45 s 54       |  | DeeDee Trotter       | États-Unis | 51 s 58       |
| 1 500 m           | Mirosław Formela  | Pologne    | 3 min 48 s 47 |  | Maria Martins        | France     | 4 min 14 s 54 |
| 3 000 m steeple   | Bouabdellah Tahri | France     | 8 min 20 s 07 |  | Zulema Fuentes Pila  | Espagne    | 9 min 49 s 11 |
| 110 / 100 m haies | Ryan Wilson       | États-Unis | 13 s 40       |  | Reina-Flor Okori     | France     | 12 s 87       |
| hauteur           | Jesse Williams    | États-Unis | 2,25 m        |  | Yekaterina Savchenko | Russie     | 1,93 m        |
| perche            | Tim Lobinger      | Allemagne  | 5,65 m        |  | Yuliya Golubchikova  | Russie     | 4,35 m        |
| longueur          | Salim Sdiri       | France     | 7,78 m        |  | Tianna Madison       | États-Unis | 6,60 m        |
| poids             | Reese Hoffa       | États-Unis | 21,29 m       |  | Petra Lammert        | Allemagne  | 18,59 m       |
| marteau           | Szymon Ziółkowski | Pologne    | 79,25 m       |  | Betty Heidler        | Allemagne  | 73,97 m       |

## 2007
Les épreuves disputées (hommes et femmes): 100 m, 400 m, 1 500 m, 110 m haies, 3 000 m steeple, hauteur, perche, longueur, poids, marteau.

Date : 8 septembre 2007
| 1 | France     | 104 pts |
| 2 | Allemagne  | 102     |
| 3 | États-Unis | 100     |
| 4 | Russie     | 88      |
| 5 | Ukraine    | 63      |
| 6 | Espagne    | 62      |
| 7 | Italie     | 59      |

|                   | Hommes            | Hommes     | Hommes        |  | Dames               | Dames      | Dames         |
| Épreuve           | Vainqueur         | Nation     | Performance   |  | Vainqueur           | Nation     | Performance   |
| ----------------- | ----------------- | ---------- | ------------- |  | ------------------- | ---------- | ------------- |
| 100 m             | Joshua J. Johnson | États-Unis | 10 s 36       |  | Christine Arron     | France     | 11 s 26       |
| 400 m             | Leslie Djhone     | France     | 45 s 15       |  | Tatyana Firova      | Russie     | 51 s 85       |
| 800 m             | René Herms        | Allemagne  | 1 min 48 s 22 |  | Élodie Guégan       | France     | 2 min 2 s 47  |
| 1 500 m           | Mehdi Baala       | France     | 3 min 50 s 17 |  | Erin Donohue        | États-Unis | 4 min 11 s 76 |
| 110 / 100 m haies | Ladji Doucouré    | France     | 13 s 29       |  | Dawn Harper         | États-Unis | 12 s 87       |
| 3 000 m steeple   | Bouabdellah Tahri | France     | 8 min 32 s 85 |  | Jennifer Barringer  | États-Unis | 9 min 33 s 95 |
| perche            | Denys Fedas       | Ukraine    | 5,50 m        |  | Vanessa Boslak      | France     | 4,51 m        |
| longueur          | Brian Johnson     | États-Unis | 8,12 m        |  | Irina Simagina      | Russie     | 6,88 m        |
| poids             | Ralf Bartels      | Allemagne  | 20,33 m       |  | Nadine Kleinert     | Allemagne  | 19,35 m       |
| marteau           | Markus Esser      | Allemagne  | 77,16 m       |  | Gulfiya Khanafeyeva | Russie     | 70,15 m       |

## 2008
Les épreuves disputées (hommes et femmes): 100 m, 400 m, 800 m, 1 500 m, 110 m haies, 3 000 m steeple, perche, longueur, poids, disque.

Date : 6 septembre 2008
| 1 | États-Unis | 89,5 pts |
| 2 | Allemagne  | 85       |
| 3 | France     | 84       |
| 4 | Russie     | 65       |
| 5 | Ukraine    | 60,5     |
| 6 | Espagne    | 53       |

|                   | Hommes                      | Hommes     | Hommes        |  | Dames              | Dames      | Dames         |
| Épreuve           | Vainqueur                   | Nation     | Performance   |  | Vainqueur          | Nation     | Performance   |
| ----------------- | --------------------------- | ---------- | ------------- |  | ------------------ | ---------- | ------------- |
| 100 m             | Martial Mbandjock           | France     | 10 s 21       |  | Mechelle Lewis     | États-Unis | 11 s 47       |
| 400 m             | Reggie Witherspoon          | États-Unis | 45 s 76       |  | Tatyana Veshkurova | Russie     | 51 s 58       |
| 800 m             | Luis Alberto Marco          | Espagne    | 1 min 50 s 98 |  | Jana Hartmann      | Allemagne  | 2 min 6 s 19  |
| 1 500 m           | Carsten Schlangen           | Allemagne  | 3 min 52 s 70 |  | Anna Mishchenko    | Ukraine    | 4 min 35 s 09 |
| 110 / 100 m haies | David Oliver                | États-Unis | 13 s 43       |  | Josephine Onyia    | Espagne    | 12 s 88       |
| 3 000 m steeple   | Mahiedine Mekhissi-Benabbad | France     | 8 min 53 s 71 |  | Lindsey Anderson   | États-Unis | 9 min 45 s 28 |
| perche            | Alexander Straub            | Allemagne  | 5,62 m        |  | Vanessa Boslak     | France     | 4,42 m        |
| longueur          | Salim Sdiri                 | France     | 7,83 m        |  | Hyleas Fountain    | États-Unis | 6,42 m        |
| poids             | Yves Niaré                  | France     | 20,27 m       |  | Nadine Kleinert    | Allemagne  | 18,52 m       |
| disque            | Frank Casañas               | Espagne    | 63,62 m       |  | Nataliya Semenova  | Ukraine    | 59,23 m       |

## 2009
Les épreuves disputées (hommes et femmes): 100 m, 400 m, 800 m, 1 500 m, 100/110 m haies, 3 000 m steeple, perche, longueur, poids, disque.

Date : 9 septembre 2009
| 1 | États-Unis | 136 pts |
| 2 | Allemagne  | 105     |
| 3 | France     | 91      |
| 4 | Russie     | 83      |
| 5 | Italie     | 59      |
| 6 | Espagne    | 54      |
| 7 | Finlande   | 51      |

|                   | Hommes         | Hommes     | Hommes        |  | Dames                | Dames      | Dames         |
| Épreuve           | Vainqueur      | Nation     | Performance   |  | Vainqueur            | Nation     | Performance   |
| ----------------- | -------------- | ---------- | ------------- |  | -------------------- | ---------- | ------------- |
| 100 m             | Mike Rodgers   | États-Unis | 10 s 10       |  | Verena Sailer        | Allemagne  | 11 s 22       |
| 400 m             | Angelo Taylor  | États-Unis | 45 s 68       |  | Monica Hargrove      | États-Unis | 51 s 59       |
| 800 m             | Nick Symmonds  | États-Unis | 1 min 48 s 68 |  | Maggie Vessey        | Allemagne  | 2 min 2 s 73  |
| 1 500 m           | Will Leer      | États-Unis | 3 min 48 s 65 |  | Erin Donohue         | États-Unis | 4 min 10 s 62 |
| 110 / 100 m haies | Joel Brown     | États-Unis | 13 s 35       |  | Damu Cherry          | États-Unis | 12 s 85       |
| 3 000 m steeple   | Dan Huling     | États-Unis | 8 min 47 s 14 |  | Sophie Duarte        | France     | 9 min 43 s 51 |
| perche            | Derek Miles    | États-Unis | 5,70 m        |  | Tatyana Polnova      | Russie     | 4,55 m        |
| longueur          | Christian Reif | Allemagne  | 8,18 m        |  | Hyleas Fountain      | États-Unis | 6,80 m        |
| poids             | Dan Taylor     | États-Unis | 20,68 m       |  | Nadine Kleinert      | Allemagne  | 18,92 m       |
| disque            | Robert Harting | États-Unis | 66,91 m       |  | Mélina Robert-Michon | France     | 63,04 m       |

## 2010
Les épreuves disputées : 100 m, 400 m, 800 m, 1 500 m, 100/110 m haies, 3 000 m steeple, perche (hommes), hauteur (femmes), longueur, poids, marteau.

Date : 11 septembre 2010 à Annecy
| 1 | États-Unis | 133 pts |
| 2 | Russie     | 94      |
| 3 | Allemagne  | 91      |
| 4 | France     | 88      |
| 5 | Italie     | 70      |
| 6 | Finlande   | 51      |
| 7 | Chine      | 46      |

|                   | Hommes                      | Hommes     | Hommes        |  | Dames                  | Dames      | Dames         |
| Épreuve           | Vainqueur                   | Nation     | Performance   |  | Vainqueur              | Nation     | Performance   |
| ----------------- | --------------------------- | ---------- | ------------- |  | ---------------------- | ---------- | ------------- |
| 100 m             | Mike Rodgers                | États-Unis | 10 s 13       |  | Tianna Madison         | États-Unis | 11 s 42       |
| 400 m             | Greg Nixon                  | États-Unis | 45 s 63       |  | Monica Hargrove        | États-Unis | 52 s 00       |
| 800 m             | Nick Symmonds               | États-Unis | 1 min 49 s 12 |  | Elena Kofanova         | Russie     | 2 min 0 s 50  |
| 1 500 m           | Will Leer                   | États-Unis | 3 min 50 s 96 |  | Hind Dehiba            | France     | 4 min 10 s 26 |
| 110 / 100 m haies | David Oliver                | États-Unis | 13 s 11       |  | Tatyana Dektyareva     | Russie     | 12 s 94       |
| 3 000 m steeple   | Mahiedine Mekhissi-Benabbad | France     | 8 min 27 s 27 |  | Lisa Aguilera          | États-Unis | 9 min 46 s 00 |
| Perche            | Renaud Lavillenie           | France     | 5,80 m        |  | -                      |            |               |
| Hauteur           | -                           |            |               |  | Ariane Friedrich       | Allemagne  | 2,00 m        |
| Longueur          | Roni Ollikainen             | Finlande   | 8,00 m        |  | Hyleas Fountain        | États-Unis | 6,59 m        |
| Poids             | Cory Martin                 | États-Unis | 20,03 m       |  | Jill Camarana-Williams | États-Unis | 18,11 m       |
| Marteau           | Kibwe Johnson               | États-Unis | 75,12 m       |  | Tatiana Lysenko        | Russie     | 72,95 m       |

## 2011
Les épreuves disputées : 100 m (Femmes et Hommes), 400 m (Femmes et Hommes), 800 m (Femmes et Hommes), 1 500 m (Femmes et Hommes), 100 m haies (Femmes), 110 haies (Hommes), 3 000 m steeple (Femmes et Hommes), perche (Hommes), hauteur (Femmes), longueur (Femmes et Hommes), poids (Femmes : 4 kg et Hommes : 7 kg), marteau (Femmes : 4 kg et Hommes : 7 kg), 4 × 1 500 m (Hommes) .

Date : 18 septembre 2011 à Nice
| 1 | États-Unis     | 133,5 pts |
| 2 | Russie         | 129       |
| 3 | Allemagne      | 115       |
| 4 | France         | 109       |
| 5 | Chine          | 68        |
| 6 | Espagne        | 66,5      |
| 7 | Afrique du Sud | 66        |
| 8 | Angleterre     | 33        |

|                   | Hommes                                                                      | Hommes                                                                      | Hommes         |  | Dames                    | Dames      | Dames         |
| Épreuve           | Vainqueur                                                                   | Nation                                                                      | Performance    |  | Vainqueur                | Nation     | Performance   |
| ----------------- | --------------------------------------------------------------------------- | --------------------------------------------------------------------------- | -------------- |  | ------------------------ | ---------- | ------------- |
| 100 m             | Christophe Lemaitre                                                         | France                                                                      | 10 s 12        |  | Nicky Barber             | États-Unis | 11 s 47       |
| 400 m             | Jamaal Torrance                                                             | États-Unis                                                                  | 45 s 73        |  | Anastasiya Kapachinskaya | Russie     | 51 s 26       |
| 800 m             | Ludolph Soren                                                               | Allemagne                                                                   | 1 min 50 s 85  |  | Maggie Vessey            | États-Unis | 2 min 0 s 39  |
| 1 500 m           | Will Leer                                                                   | États-Unis                                                                  | 3 min 58 s 82  |  | Denise Krebs             | Allemagne  | 4 min 24 s 93 |
| 110 / 100 m haies | Joel Brown                                                                  | États-Unis                                                                  | 13 s 31        |  | Yvette Lewis             | États-Unis | 12 s 84       |
| 3 000 m steeple   | Nicolay Chavkin                                                             | Russie                                                                      | 8 min 26 s 3   |  | Li Zhenzhu               | Chine      | 9 min 40 s 12 |
| Perche            | Renaud Lavillenie                                                           | France                                                                      | 5,82 m         |  | -                        |            |               |
| Hauteur           | -                                                                           |                                                                             |                |  | Yelena Slesarenko        | Russie     | 1,95 m        |
| Longueur          | Alexander Menkov                                                            | Russie                                                                      | 8,20 m         |  | Éloyse Lesueur           | France     | 6,91 m        |
| Poids             | David Storl                                                                 | Allemagne                                                                   | 20,30 m        |  | Jillian Camarena         | États-Unis | 18,38 m       |
| Marteau           | Kibwe Johnson                                                               | États-Unis                                                                  | 77,39 m        |  | Tatiana Lysenko          | Russie     | 74,17 m       |
| 4 × 1 500 m       | France Florian Carvalho Yoann Kowal Mehdi Baala Mahiedine Mekhissi-Benabbad | France Florian Carvalho Yoann Kowal Mehdi Baala Mahiedine Mekhissi-Benabbad | 14 min 52 s 52 |  |                          |            |               |

## 2012
Le DécaNation 2012 a eu lieu le mercredi 15 août 2012 au Stadium municipal d'Albi. Cette épreuve qui se déroulait 3 jours après la fin des Jeux olympiques de Londres a été marquée par le forfait des équipes de Chine, d'Italie, de Grande-Bretagne et d'Afrique du Sud.
| 1 | États-Unis | 66 pts |
| 2 | Russie     | 56     |
| 3 | Allemagne  | 39     |
| 4 | France     | 38     |

|                   | Hommes            | Hommes     | Hommes        |  | Dames                  | Dames      | Dames         |
| Épreuve           | Vainqueur         | Nation     | Performance   |  | Vainqueur              | Nation     | Performance   |
| ----------------- | ----------------- | ---------- | ------------- |  | ---------------------- | ---------- | ------------- |
| 100 m             | Justin Gatlin     | États-Unis | 9 s 81        |  | Lauryn Williams        | États-Unis | 11 s 31       |
| 400 m             | Calvin Smith      | États-Unis | 46 s 15       |  | Keshia Baker           | États-Unis | 52 s 23       |
| 800 m             | Nick Symmonds     | États-Unis | 1 min 47 s 96 |  | Alysia Johnson Montano | États-Unis | 1 min 58 s 97 |
| 1 500 m           | Florian Orth      | Allemagne  | 3 min 45 s 44 |  | Shannon Rowbury        | États-Unis | 4 min 12 s 66 |
| 110 / 100 m haies | David Oliver      | États-Unis | 13 s 07       |  | Christina Manning      | États-Unis | 12 s 93       |
| 3 000 m steeple   | Yoann Kowal       | France     | 8 min 23 s 37 |  | Bridget Franek         | États-Unis | 9 min 38 s 48 |
| Perche            | Renaud Lavillenie | France     | 5,83 m        |  | -                      |            |               |
| Hauteur           | -                 |            |               |  | Irina Gordeyeva        | Russie     | 1,95 m        |
| Longueur          | Pavel Shalin      | Russie     | 7,82 m        |  | Anna Nazarova          | Russie     | 6,62 m        |
| Poids             | Martin Cory       | États-Unis | 21,19 m       |  | Michelle Carter        | États-Unis | 18,87 m       |
| Marteau           | Kirill Ikonnikov  | Russie     | 77,12 m       |  | Betty Heidler          | Allemagne  | 72,07 m       |

## 2013
Le DécaNation 2013 a eu lieu le 31 août 2013 au stade Georges-Pompidou de Valence.
| 1 | États-Unis     | 137 pts |
| 2 | Russie         | 121     |
| 3 | France         | 118     |
| 4 | Allemagne      | 104     |
| 5 | Balkans        | 87      |
| 6 | Ukraine        | 72      |
| 7 | Pays nordiques | 54      |
| 8 | Italie         | 46      |

|                   | Hommes                      | Hommes     | Hommes        |  | Dames                  | Dames      | Dames         |
| Épreuve           | Vainqueur                   | Nation     | Performance   |  | Vainqueur              | Nation     | Performance   |
| ----------------- | --------------------------- | ---------- | ------------- |  | ---------------------- | ---------- | ------------- |
| 100 m             | Mike Rodgers                | États-Unis | 10 s 21       |  | Barbara Pierre         | États-Unis | 11 s 18       |
| 400 m             | Josh Mance                  | États-Unis | 45 s 89       |  | Francena McCorory      | États-Unis | 50 s 53       |
| 800 m             | Nick Symmonds               | États-Unis | 1 min 49 s 69 |  | Alysia Johnson Montano | États-Unis | 2 min 0 s 59  |
| 1 500 m           | Mahiedine Mekhissi-Benabbad | France     | 3 min 56 s 10 |  | Diana Sujew            | Allemagne  | 4 min 25 s 30 |
| 110 / 100 m haies | Ryan Wilson                 | États-Unis | 13 s 38       |  | Cindy Billaud          | France     | 12 s 85       |
| 3 000 m steeple   | Yoann Kowal                 | France     | 8 min 36 s 66 |  | Gesa Felicitas Krause  | Allemagne  | 9 min 52 s 88 |
| Perche            | Renaud Lavillenie           | France     | 5,70 m        |  | -                      |            |               |
| Hauteur           | -                           |            |               |  | Mariya Kuchina         | Russie     | 1,92 m        |
| Longueur          | Sergey Polyanskiy           | Russie     | 7,88 m        |  | Ivana Španović         | Serbie     | 6,82 m        |
| Poids             | Georgi Ivanov               | Bulgarie   | 20,93 m       |  | Yevgeniya Kolodko      | Russie     | 19,57 m       |
| Marteau           | Sergey Litvinov             | Russie     | 74,30 m       |  | Tatyana Lysenko        | Russie     | 71,86 m       |

## 2014

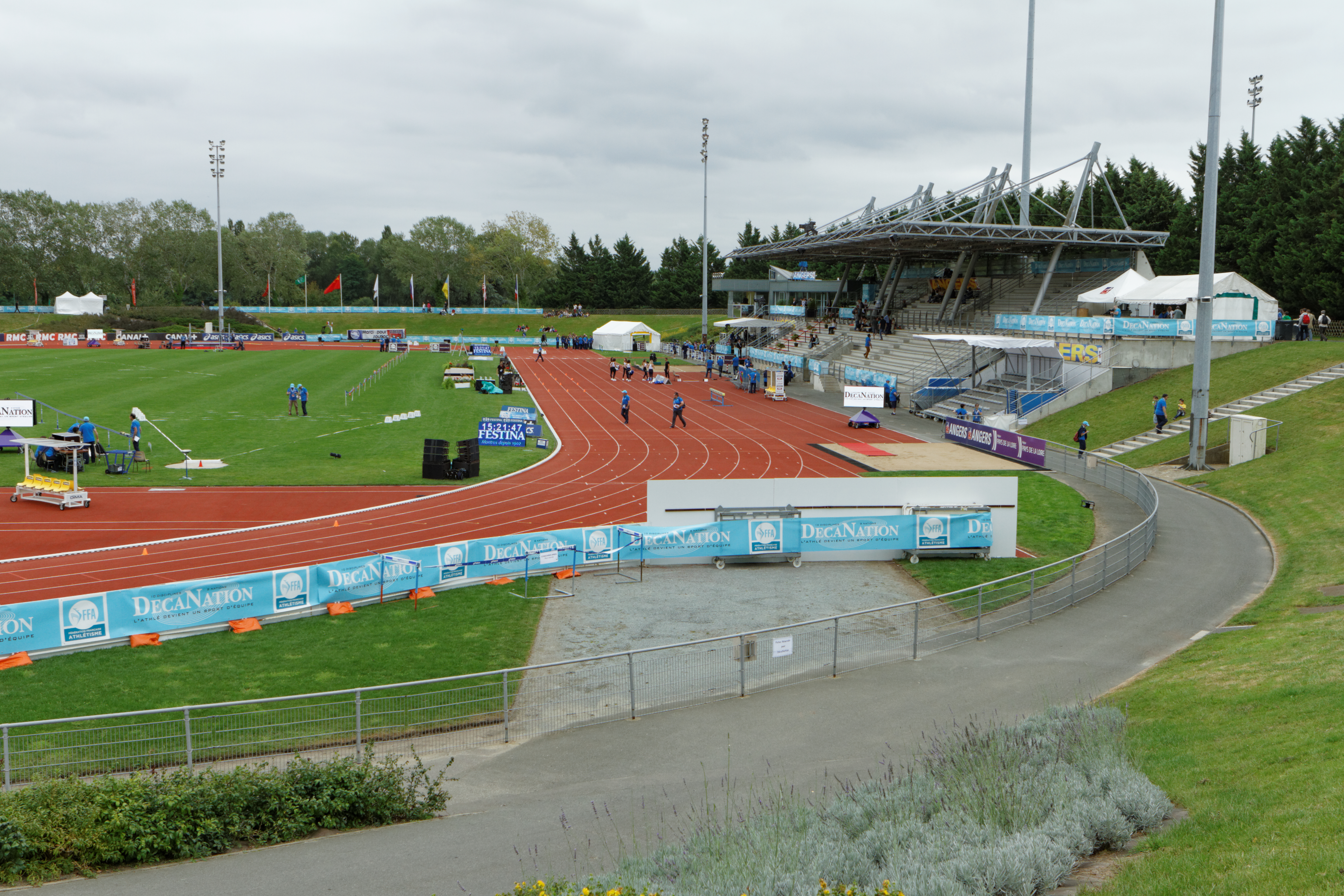
DécaNation 2014.

Le DécaNation 2014 a eu lieu le 30 août 2014 au stade du stade du Lac de Maine d'Angers.
| 1 | États-Unis | 114 pts |
| 2 | France     | 112     |
| 3 | Russie     | 108     |
| 4 | Ukraine    | 81      |
| 5 | Balkans    | 67      |
| 6 | Japon      | 48      |
| 7 | Chine      | 47      |

|                   | Hommes                      | Hommes     | Hommes        |  | Dames               | Dames      | Dames         |
| Épreuve           | Vainqueur                   | Nation     | Performance   |  | Vainqueur           | Nation     | Performance   |
| ----------------- | --------------------------- | ---------- | ------------- |  | ------------------- | ---------- | ------------- |
| 100 m             | Mike Rodgers                | États-Unis | 10 s 14       |  | Myriam Soumaré      | France     | 11 s 09       |
| 400 m             | Mame-Ibra Anne              | France     | 46 s 45       |  | Francena McCorory   | États-Unis | 50 s 62       |
| 800 m             | Leonel Manzano              | États-Unis | 1 min 49 s 87 |  | Olha Lyakhova       | Ukraine    | 2 min 7 s 30  |
| 1 500 m           | Mahiedine Mekhissi-Benabbad | France     | 4 min 10 s 32 |  | Elena Korobkina     | Russie     | 4 min 18 s 07 |
| 110 / 100 m haies | Pascal Martinot-Lagarde     | France     | 13 s 08       |  | Kristi Castlin      | États-Unis | 12 s 74       |
| 3 000 m steeple   | Mitko Tsenov                | Bulgarie   | 8 min 27 s 40 |  | Natalya Vlasova     | Russie     | 9 min 34 s 16 |
| Perche            | Renaud Lavillenie           | France     | 5,90 m        |  | -                   |            |               |
| Hauteur           | -                           |            |               |  | Mariya Kuchina      | Russie     | 1,92 m        |
| Longueur          | -                           |            |               |  | Éloyse Lesueur      | France     | 6,79 m        |
| Triple saut       | Benjamin Compaoré           | France     | 17,12 m       |  | -                   |            |               |
| Poids             | Reese Hoffa                 | États-Unis | 20,45 m       |  | Yevgeniya Kolodko   | Russie     | 19,52 m       |
| Disque            | Victor Butenko              | Russie     | 62,54 m       |  | Gia Lewis-Smallwood | États-Unis | 69,17 m (NR)  |

## 2015
Le DécaNation 2015 a eu lieu le 13 septembre 2015 au Stade Charléty de Paris.
| 1 | États-Unis | 131,5 pts |
| 2 | Russie     | 120,5     |
| 3 | France     | 86        |
| 4 | Ukraine    | 72        |
| 5 | Chine      | 59        |
| 6 | Japon      | 52,5      |
| 7 | Italie     | 51,5      |

|                   | Hommes                  | Hommes     | Hommes        |  | Dames                | Dames      | Dames         |
| Épreuve           | Vainqueur               | Nation     | Performance   |  | Vainqueur            | Nation     | Performance   |
| ----------------- | ----------------------- | ---------- | ------------- |  | -------------------- | ---------- | ------------- |
| 100 m             | Jimmy Vicaut            | France     | 10 s 06       |  | Barbara Pierre       | États-Unis | 11 s 27       |
| 400 m             | David Verburg           | États-Unis | 45 s 00       |  | Francena McCorory    | États-Unis | 50 s 30       |
| 800 m             | Konstantin Tolokonnikov | Russie     | 1 min 48 s 26 |  | Nataliya Lupu        | Ukraine    | 2 min 1 s 96  |
| 1 500 m           | Morhad Amdouni          | France     | 3 min 45 s 50 |  | Katie Mackey         | États-Unis | 4 min 17 s 72 |
| 110 / 100 m haies | Sergueï Choubenkov      | Russie     | 13 s 20       |  | Sharika Nelvis       | États-Unis | 12 s 94       |
| 3 000 m steeple   | Donn Cabral             | Bulgarie   | 8 min 25 s 67 |  | Natalya Aristarkhova | Russie     | 9 min 40 s 69 |
| Perche            | Sam Kendricks           | États-Unis | 5,70 m        |  | -                    |            |               |
| Hauteur           | -                       |            |               |  | Kristina Korolyova   | Russie     | 1,91 m        |
| Longueur          | -                       |            |               |  | Janay DeLoach        | États-Unis | 6,56 m        |
| Triple saut       | Dmitriy Sorokin         | Russie     | 17,00 m       |  | -                    |            |               |
| Poids             | Reese Hoffa             | États-Unis | 20,16 m       |  | Michelle Carter      | Russie     | 18,96 m       |
| Disque            | Gleb Sidorchenko        | Russie     | 59,07 m       |  | Yelena Panova        | Russie     | 60,17 m       |

## 2016
Le DécaNation 2016 a eu lieu le 13 septembre 2016 au stade du stade Pierre-Delort de Marseille.
| 1 | France    | 115 pts |
| 2 | NACAC     | 109     |
| 3 | Ukraine   | 102     |
| 4 | Japon     | 92      |
| 5 | Chine     | 68      |
| 6 | DecaClubs | 64      |

## 2017
Le DécaNation 2017 a eu lieu le 9 septembre 2017 au stade du stade du Lac de Maine d'Angers.
| 1 | États-Unis | 122 pts |
| 2 | France     | 103     |
| 3 | Pologne    | 95      |
| 4 | Japon      | 80      |
| 5 | Balkans    | 76      |
| 6 | Ukraine    | 65      |
| 7 | Chine      | 25      |

|                   | Hommes                      | Hommes     | Hommes        |  | Dames                 | Dames      | Dames         |
| Épreuve           | Vainqueur                   | Nation     | Performance   |  | Vainqueur             | Nation     | Performance   |
| ----------------- | --------------------------- | ---------- | ------------- |  | --------------------- | ---------- | ------------- |
| 100 m             | Jimmy Vicaut                | France     | 10 s 05       |  | Barbara Pierre        | États-Unis | 11 s 27       |
| 200 m             | Christophe Lemaitre         | France     | 20 s 36       |  | Courtney Okolo        | États-Unis | 23 s 41       |
| 400 m             | Vernon Norwood              | États-Unis | 46 s 45       |  | Courtney Okolo        | États-Unis | 51 s 96       |
| 800 m             | Sho Kawamoto                | Japon      | 1 min 48 s 50 |  | Sofia Ennaoui         | Pologne    | 2 min 5 s 72  |
| 2 000 m           | Mahiedine Mekhissi Benabbad | France     | 5 min 22 s 85 |  | Shannon Rowbury       | États-Unis | 5 min 48 s 22 |
| 110 / 100 m haies | Garfield Darien             | France     | 13 s 57       |  | Kristi Castlin        | États-Unis | 12 s 95       |
| Perche            | Sam Kendricks               | États-Unis | 5,75 m        |  | -                     |            |               |
| Hauteur           | -                           |            |               |  | Oksana Okuneva        | Ukraine    | 1,88 m        |
| Longueur          | Mickael Hartfield           | États-Unis | 7,86 m        |  | -                     |            |               |
| Triple saut       | -                           |            |               |  | Jeanine Assani Issouf | France     | 13,62 m       |
| Poids             | Ryan Crouser                | États-Unis | 21,77 m       |  |                       |            |               |
| Disque            | -                           |            |               |  | Mélina Robert-Michon  | France     | 60,06 m       |
| Javelot           | Marcin Krukowski            | Pologne    | 78,19 m       |  | -                     |            |               |
| Marteau           | -                           |            |               |  | Malwina Kopron        | Pologne    | 72,03 m       |